# HDC Young Chang
HDC Young Chang Co., Ltd. (Young Chang Musikinstrumente) ist ein koreanischer Hersteller von Flügeln und Klavieren.

## Geschichte
Young Chang wurde 1956, kurz nach dem Koreakrieg, in Incheon (Seoul, Korea) von drei Brüdern als Klaviergeschäft gegründet. Um die hohen Importzölle auf Luxusartikel zu umgehen, wurden Klaviere in Einzelteilen importiert und waren somit Handelswaren. Die Teile wurden dann in Korea wieder zu Klavieren zusammengebaut.
Die enorme Nachfrage nach Klavieren führte zur Gründung einer eigenen Klavierfabrikation 1964 in Seoul unter Mithilfe der Yamaha Corporation. 1967 konnten die ersten Klaviere hergestellt werden. Die Instrumente wurden zunächst nur für den koreanischen Markt hergestellt, später wurden sie weltweit vertrieben. Die Produktion wuchs in den 1990er-Jahren auf über 100.000 Flügel und Klaviere im Jahr an. Damit war Young Chang zeitweise der weltweit größte Klavierhersteller. Es wurden eigene Niederlassungen in den USA, Kanada und Europa (Young Chang Akki Europe GmbH, Viersen) gegründet und die Instrumente selbst vertrieben. Young Chang fertigte auch Klaviere für andere Hersteller, unter anderem für Hohner und Steinway & Sons (Essex-Serie). Bislang wurden ca. 4 Millionen Klaviere gefertigt.
In den späten 1980er und frühen 1990er Jahren stellte Young Chang Gitarren für die Firma Fender unter dem Squier-Label her. Ab 1989 bis ca. 1995 folgte eine eigene Produktionslinie mit Gitarren unter dem Label Fenix, u. a. exakte Kopien von Fender Stratocaster und Telecaster sowie eigenen Designs. Die Kopfplattendesigns mussten nach einer Plagiatsklage von Fender geändert werden.
1995 wurde ein Werk in China errichtet, in dem etwa 10.000 Klaviere und Flügel pro Jahr hergestellt wurden.
In den 1990er-Jahren übernahm Young Chang die Firma Kurzweil des amerikanischen Erfinders und Autors Raymond Kurzweil von YCA (Young Chang America). Auch gründete Young Chang in den USA das YCRDC (Young Chang Research & Development Center), in dem hochwertige elektronische Musikinstrumente entwickelt werden.
Im Jahr 2004 erwarb Samick Musical Instrument Co. eine Beteiligung von 48,58  Prozent an Young Chang, erlangte durch eine Kapitalerhöhung eine Mehrheitsbeteiligung und übernahm die Kontrolle über das Management des Unternehmens. Die koreanische Kommission für fairen Handel blockierte jedoch die Übernahme, da sie ein Monopol schaffen würde, und wies Samick an, seine Anteile an Young Chang zu veräußern. Nach der Entscheidung der Fair-Trade-Kommission ging Young Chang am 21. September 2004 in Konkurs.
Die Hyundai Development Company (HDC) erwarb Young Chang im Jahr 2006. Das Unternehmen wurde 2018 in HDC Young Chang umbenannt.